# B83 (bombe nucléaire)
La B83 est une bombe thermonucléaire à gravité à rendement variable développée par les États-Unis à la fin des années 1970 et entrée en service en 1983. Avec un rendement maximum de 1,2 mégatonnes de TNT, c'est l'arme nucléaire la plus puissante de l'arsenal nucléaire des États-Unis depuis le 25 octobre 2011. Elle a été conçue au laboratoire national Lawrence Livermore.

## Histoire

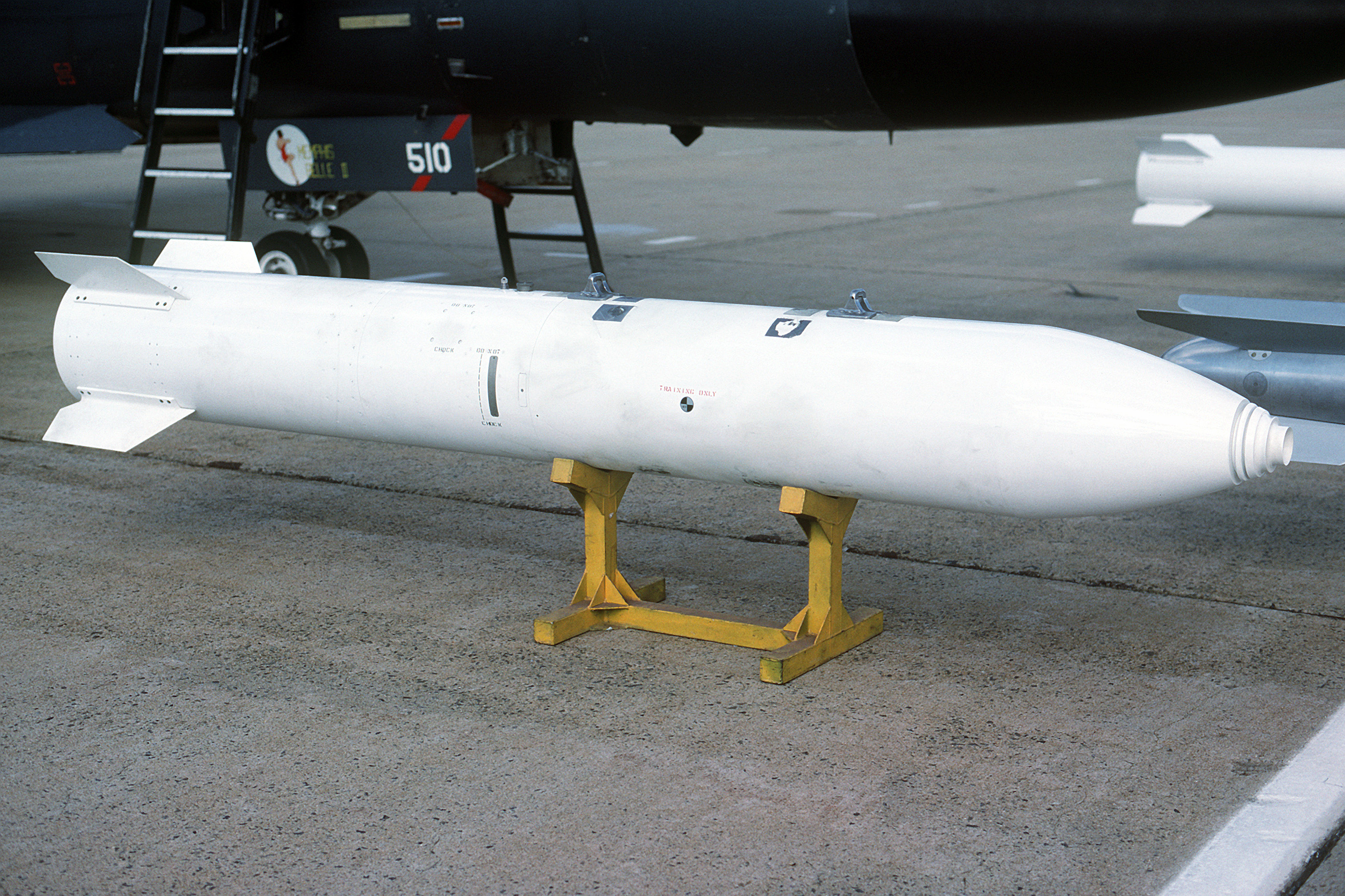
Un boîtier B83.

La B83 était basée en partie sur le programme B77 antérieur, qui a été interrompu en raison de dépassements de coûts. La B77 a été conçue avec un contrôle actif de l'altitude et un système de parachute de levage pour un bombardement supersonique à basse altitude à partir du bombardier B-1A. Les tirs d'essai de composants nucléaires B77 ont été attribués à la série opération Anvil (en) en 1975 et 1976, en particulier les tirs d'essai « Cheese » à Anvil : 
- Anvil Kasseri - 28 octobre 1975, 1 200 kilotonnes de TNT (B77/B83 plein rendement)
- Anvil Muenster - 3 janvier 1976, 800 kilotonnes de TNT
- Anvil Fontina - 12 février 1976, 900 kilotonnes de TNT
- Anvil Colby - 14 mai 1976, 800 kilotonnes de TNT[2]

Les composants nucléaires de la B83 ont été répartis de la même manière que la B77.
La B83 a remplacé plusieurs armes antérieures, dont la B28, la B43 et, dans une certaine mesure, la B53 à très haut rendement. C'était la première arme nucléaire américaine conçue dès le départ pour éviter une détonation accidentelle, avec l'utilisation d'explosifs insensibles dans le système de lentille de déclenchement. Sa disposition est similaire à celle de la B61 plus petite, avec l'ogive montée dans la partie avant de l'arme pour alourdir le nez de la bombe. Elle était destinée au transport à grande vitesse (jusqu'à Mach 2.0) et à la livraison à haute ou basse altitude. Pour ce dernier rôle, elle est équipée d'un système de retardement grâce à un parachute en Kevlar et nylon de 14 mètres de diamètre capable de décélération rapide. Elle peut être utilisée en modes chute libre, retardé, contact et dépôt, pour une détonation aérienne ou au sol. Les fonctions de sécurité comprennent un lien d'action permissif de nouvelle génération et un système de désactivation de commande (CDS), rendant l'arme tactiquement inutile sans rendement nucléaire. 
La B83 a été testée lors de l'essai d'arme nucléaire Grenadier Tierra le 15 décembre 1984, à un rendement réduit de 80 kilotonnes en raison du Traité sur la limitation des essais souterrains d'armes nucléaires.
Avec le démantèlement de la dernière bombe B53 en 2011, la B83 est devenue l'arme nucléaire la plus puissante de l'arsenal américain.

## Conception
La bombe mesure 3,7 mètres de long avec un diamètre de 46 centimètres et pèse environ 1 100 kilos. Elle a un rendement variable : la puissance destructrice est ajustable jusqu'à un maximum de 1,2 mégatonnes. L'arme est protégée par un dispositif de sécurité et d'armement de « catégorie D » (PAL) qui empêche l'activation ou la détonation de l'arme sans autorisation appropriée,. 
Environ 650 bombes B83 ont été construites, et l'arme reste en service dans le cadre du stock d'armes nucléaires des États-Unis dit « Enduring Stockpile ».

## Avions capables d'emporter le B83
Les avions suivants sont certifiés pour transporter la bombe B83 :
- B-52 Stratofortress[6]
- B-1B Lancer (anciennement)
- B-2 Spirit[7]

La capacité nucléaire a été retirée du B-1B, et le B-52 ne porte plus de bombes à gravité. Toutefois, il porte encore des bombes nucléaires dans les opérations de dissuasions et de bombardement stratégique.

## Nouvelles utilisations
La B83 est l'une des armes envisagées pour être utilisées dans le projet « Nuclear Bunker Buster », connu pendant un temps sous le nom de « Robust Nuclear Earth Penetrator », ou RNEP. Alors que la plupart des efforts se sont concentrés sur la plus petite bombe nucléaire B61-11, le laboratoire national de Los Alamos analysait également l'utilisation du B83 dans ce rôle.
La charge physique du B83 a été étudiée pour être utilisée dans des stratégies d'évitement d'impact d'astéroïdes contre tout objet géocroiseur sérieusement menaçant. Six de ces ogives, configurées pour le maximum 1,2 mégatonnes de TNT, seraient déployées en manœuvrant des véhicules spatiaux pour dévier un astéroïde de sa trajectoire, s'il présentait un risque pour la Terre.